# Wiam Wahhab
Wiam Wahhab (ur. 11 października 1964) – polityk libański i dziennikarz, druz. Od 1991 do 2000 r. był doradcą politycznym Talala Arslana. W latach 2004–2005 sprawował stanowisko ministra środowiska w drugim rządzie Umara Karamiego. W 2006 r. założył partię Ruch Zjednoczenia (Tayyar al-Tawhid), przemianowaną w 2011 r. na Arabską Partię Zjednoczenia, wspierającą Sojusz 8 Marca.